# Антонио Приули
Антонио Приули (на италиански: Antonio Priuli) е 94–ти венециански дож от 1618 до 1623 г.

## Биография
Антонио Приули е от знатния род Приули, дал още двама дожа на Венеция. Приули притежавали голямо богатство, натрупано главно от продажба на зърнени култури и отглеждане на коне, но впоследствие задлъжнели заради големите си разходи в опит да поддържат висок социален статус. Антонио Приули е син на Джероламо Приули и Елизабета Капело.
Преди да стане дож, Антонио Приули е посланик при френския крал Анри IV.

## Управление
Антонио Приули е избран за дож на 17 май 1618 г. Показва се много щедър към гражданите на Венеция като по случай избирането си организира пищни разточителни празненства, което обаче се отразява зле на и без това затрудненото му финансово положение. За щастие успява да ожени единия от синовете си за наследницата на богатата фамилия Долфино, с което укрепва отново финансите си.
По време на управлението му Венеция се заема да прочисти републиката от многобройните изпратени от Испания шпиони. Градът е пълен с наемници, доведени със съдействието на испанския посланик Алфонсо де ла Куева, много от тези моряци са изключително корумпирани и готови на всичко за пари. От 1618 до 1622 г. Венеция провежда истински „лов“ на шпиони като голям брой заподозрени са арестувани и екзекутирани, сред тях обаче и немалко невинни. На 16 април 1622 екзекуцията на патриция Антонио Фоскарини, чиято единствена вина е, че е посещавал английското посолство, показва ясно, че преследването на шпиони се е превърнало в параноя. На 16 януари следващата година е издаден декрет, в който е призната грешката и официално е прекратено издирването на шпионите.
Управлението на Приули е белязано и от множество взаимни обвинения между различните аристократични фамилии, породени от тяхното съперничество. Сипят се безкрайни анонимни доноси и мнозина, не успели да докажат невинността си, биват осъдени и убити. Самият дож е принуден да се изправи пред Съвета на десетте заради обвиненията към един от синовете му, издигнат в ранг кардинал. Неговият син е обвинен от венецианския посланик в Рим, че участва в заговор с папата срещу Венеция.
Антонио Приули умира на 12 август 1623 г.

## Семейство
Приули е женен за Елена Барбариго от рода Барбариго, дъщеря на адмирал Агостино Барбариго. Те имат дванадесет или четиринадесет деца, от които осем момичета. Седем от дъщерите му не се омъжват, защото са изпратени в манастир. Само една Адриана, се омъжва за Франческо Корнаро, който става 101–вият дож. Двама от синовете на Антонио Приули стават свещеници – единият Агостино Приули е епископ на Бергамо, другият, Матео Приули, става кардинал, но е принуден да се откаже от поста си, който е получил благодарение на влиянието на баща си.